# リヴォリの戦い
リヴォリの戦い（リヴォリのたたかい、フランス語: Bataille de Rivoli）は、イタリア戦役において、フランスがオーストリアに対して決定的な勝利を得た、1797年1月14日から15日の戦いである。ナポレオン・ボナパルト率いるフランス軍2万3千はヨーゼフ・アルヴィンツィ将軍率いる2万8千のオーストリア軍の攻撃を退け、ここに、包囲されたマントヴァを解放しようというオーストリアの4度目の試みは潰えた。リヴォリはナポレオンの栄光にさらなる輝きを与え、フランスによる北イタリア占領に道を開いた。

## 序盤戦
アルヴィンツィの計画は、5つの梯団（縦隊）に分かれた2万8千の兵をガルダ湖東の山岳地帯に集中することでジュベールのフランス軍を圧倒し、それによってマントヴァ北方の開けた地に進出することであった。その地に至れば、数で勝るオーストリア軍はナポレオンのイタリア方面軍を破ることができると考えられた。アルヴィンツィは1月12日にジュベール率いる1万の部隊に攻撃をしかけたが、ジュベールは一旦退き、ベルティエと合流した。1月14日午前2時、ナポレオンがマッセナ師団の一部とともに北上して、リヴォリ北方のトランバソーレの丘で防衛線を築こうとしていたジュベールに合流した。戦いは、アルヴィンツィの各梯団の集結と、フランス軍の増援部隊の到着との競争の形となった。

## 戦闘
14日朝、ロイス＝プラウエン公ハインリッヒ率いるオーストリアの梯団がリヴォリ峡谷からフランス軍右翼を攻撃したことにより、トランバソーレの丘で激しい戦いが始まった。事態は11:00までフランス軍にとって圧倒的に不利に推移した。オーストリアの竜騎兵が峡谷から攻めたてる一方、フランツ・リュシニャン大佐率いるオーストリア部隊がリヴォリ南方に迂回し、フランス軍の退路を絶った。トランバソーレの丘にいたアルヴィンツィは自らの大軍を勝利へと駆り立てたが、彼らの陣形は、起伏の多い地形での戦闘のために十分に整っていなかった。
フランス軍はこの重大な過ちに付け込んで動いた。ナポレオンとジュベール、そしてベルティエは、よく連携された攻撃を仕掛けた。15門の砲が竜騎兵を掃射し、2つの歩兵縦隊が、一方は峡谷に、もう一方はトランバソーレの丘に、アントワーヌ・ラサールとシャルル・ルクレールの指揮する騎兵の支援のもとに前進した。峡谷に密集していたオーストリア軍は、自軍の竜騎兵が一掃されると恐慌状態に陥り、潰走した。同様に、高地に分散していた歩兵部隊も、ひとたびフランス騎兵隊に突入されるや、持ちこたえることができなかった。最後に、ガブリエル・レイの師団とクロード・ヴィクトルの旅団が到着し、南にあったルシニャンの縦隊を破り、3,000人を捕虜とした。

## 後日談
翌日、ジュベールはアルヴィンツィを追撃してその部隊を散々に破った。敗残部隊は混乱したままアディジェ川の谷を北に向けて敗走した。リヴォリの戦いはナポレオンにとってそれまでの最大の勝利となった。フランス軍の損害が死傷者2,200人、捕虜1,000人であったのに対し、オーストリア軍の損害は死傷者4,000人、捕虜8,000人に加え、砲8門が捕獲された（フランス軍の損害を5,000、オーストリア軍の損害を14,000とする研究者もいる）。
マントヴァは2月2日に降伏し、3月、ナポレオンはさらに東にむけて攻勢を開始した。
パリ中部にあるリヴォリ通りは、この戦いから名をとっている。